# Le Ham, Manche
Le Ham är en kommun i departementet Manche i regionen Normandie i norra Frankrike. Kommunen ligger i kantonen Montebourg som tillhör arrondissementet Cherbourg. År 2022 hade Le Ham 312 invånare.

## Befolkningsutveckling
Antalet invånare i kommunen Le Ham
| Referens: INSEE |